# Brachiaphodius babori
Brachiaphodius babori är en skalbaggsart som beskrevs av Vladimir Balthasar 1938. Brachiaphodius babori ingår i släktet Brachiaphodius och familjen Aphodiidae. Inga underarter finns listade.